# Siebenlinden (Gemeinde Schweiggers)
Siebenlinden ist ein Ort und zugleich eine Katastralgemeinde, die zur Gemeinde Schweiggers im nördlichen Waldviertel im Bezirk Zwettl in Niederösterreich gehört.
Das Angerdorf wurde nach sieben Lindenbäumen, die in der Nähe der Siedlung standen, benannt. Heute stehen wiederum sieben Linden vor der Kirche.
Siebenlinden liegt etwa 660 m ü. A. direkt an der Europäischen Hauptwasserscheide und hat etwa 120 Einwohner (2010). Im Ort gibt es eine Pfarrkirche und die Freiwillige Feuerwehr Siebenlinden.

## Sehenswürdigkeiten
- Pfarrkirche Siebenlinden (Patrozinium: hl. Jakobus der Ältere)
- Jahrtausendlebensturm: Eine Sehenswürdigkeit stellt der im Jahr 2001 entstandene Jahrtausendlebensturm auf dem Holmberg (736 m ü. A.) dar. Der 30 m hohe Aussichtsturm enthält ein Museum, das sich mit dem Waldviertel beschäftigt. Die Baukosten betrugen 3,6 Millionen Schilling.
- Moata: Die Moata, eine Wallfahrtsstätte, wurde im Jahr 2000 renoviert und anschließend wieder eröffnet.
- Meridianstein: Genau am 15. Längengrad steht ein 2,5 m hoher Gedenkstein, gemeißelt vom Schweigginger Bildhauer Wilhelm Engelmayer.
- Wilhelm-Szabo-Gedenkstein: Neben der ehemaligen Schule wurde ein Stein zu Ehren von Wilhelm Szabo gesetzt.
- Pestsäule: Der gotische Tabernakelbildstock aus dem Jahre 1661 ist das älteste Marterl der Marktgemeinde Schweiggers.

## Geschichte

### Urkundliche Nennungen
1217 Sibenlinden – 1315 Svebenlinden – 1319 Sibenlinden, Sybenlinden – 1320/21 Sibenlinden – 1340 Svebenlinden – 1345 Sibenlinden – 1374 Sybenlinden – 1396 Sybenlinden – 1426 Sibenlinden – 1455 Sibenlinden – 1522 Sibenlinndten – 1544 Siebenlingkhen – 1595 Sibenlünthen.

### Geschichtlicher Rückblick
Dass der Ort Siebenlinden bereits am Anfang des 13. Jahrhunderts bestanden hat, geht aus einer Urkunde von 1217 durch den Kuenringer Hadmar II. hervor; das Geschlecht der Kuenringer stammt von dem aus dem Nordwesten Deutschlands gebürtigen und vermutlich edelfreien Azzo ab, der 1056 als Ministeriale des österreichischen Markgrafen Leopold II. erstmals urkundlich genannt wird. Er erhielt einen großen Teil des oberen Waldviertels, damals „Nordwald“ genannt, als Reichslehen.
Hadmar II. bestimmte seine Tochter Gisela, verehelicht mit Ulrich von Falkenberg, zum Erben eines Teiles seiner Güter, nämlich Pfarre und Markt Schweiggers und Siebenlinden mit allem Zugehör und dem Wald am Wege nach Neusiedl (bei Waldenstein). Der Sohn des Ulrich und der Gisela, Albero von Falkenberg, ehelichte die einzige Tochter des Otto von Puchberg. 1315 erhielt die Pfarre Schweiggers von den Brüdern von Puchberg im Tauschweg Einkünfte zu Siebenlinden. Im Jahre 1317 brach eine große Teuerung aus, deren Folge eine riesige Hungersnot war; die meisten Menschen lebten nur von Haferbrot.
Im Jahre 1319 haben die Brüder von Puchberg mit dem Pfarrer Rapoto 9 Pfund Gülterträgnisse in Schweiggers mit dem Marktrecht und Siebenlinden mit dem Dorfgericht sowie die beiden Burgställe in Harmannstein und Siebenlinden dem Stift Zwettl verkauft. Die Bezeichnung „Burgstall“ wurde vor allem für Wehrbauten der niederen Ritter verwendet. Dabei ist jedoch zu bemerken, dass sich diese Bezeichnung sehr häufig auch in der Bedeutung einer verfallenen Burg oder der Steile, wo einst eine Burg gestanden ist, findet.
Im Jahre 1321 dienten dem Kloster Zwettl 16 Lehen, eine Hofstätte und eine öde Hofstätte
in Siebenlinden.
1339 kaufte Konrad der Sachse, Pfleger zu Weitra, von den Brüdern Wulfing und Rapoto von Puchberg zwei gestiftete und zwei öde Lehen zu Siebenlinden. Diese gingen wiederum durch Kauf an Margarete Marchat, Witwe des alten Richters in Weitra, über, welche sie 1341 zur Spitalsstiftung daselbst verwendete (elf Schilling Gelderträgnisse von zwei aufrechten und zwei öden Lehenshäusern).
Das Jahr 1348 erweckte große Sorge in der Bevölkerung, denn von den Grenzländern kam die Kunde vom Ausbruch des „Schwarzen Todes“, der Pest. Ebenso wütete diese gefürchtete Krankheit im Jahre 1381, wo in Zwettl z. B. täglich 11–23 Leichen bestattet wurden.
Im Jahre 1374 nennt ein Grundverkauf den Jakob von Siebenlinden als Schwager und Hans von Weißenalbern als Oheim des Verkäufers. 1396 verkaufte Arnold von Zell sein freies Eigen zu Siebenlinden dem Simon dem Mayssenpüchler und seiner Frau Margaret um sechseinhalb Pfennige. 1423 genoss die Pfarre Weitra Dienste von Holden zu Siebenlinden von einem gestifteten und sechs öden Lehen, einer Hofstätte und zwei Holden auf Georgi und Michaeli, jedes Mal sechs Schilling 24 Pfennig, zehn Metzen Hafer, einer halben Metze Mohn und auf einer Wiese auf St. Peter vier große Pfennige.
Im Jahre 1435 belehnte Bartholomäus Kastner auf Wasen den Jakob von Naglitz, Bürger zu Weitra, und seine Hausfrau Anna mit zwei Teilen Zehent auf zwei öde Lehen seiner Mannschaft zu Siebenlinden. 1457 belehnte der König Ladislaus den Stefan Lederer von Kaltenbach mit einem Drittelzehent auf 14 Lehen zu Siebenlinden, von der Herrschaft Weitra lehnbar, welche er von Paul Weiland, Pfarrer von Kirchberg, gekauft hatte. 1499 verfügte die Kirche in Schweiggers über Dienste von drei Hofstätten und einem öden Lehen in Siebenlinden. 1521 stiftete Kaspar von Königsfeld Herr der Feste Wasen, zu einem ewigen Licht auf dem Friedhofe zu Weitra den Zehent von zwei gestifteten Lehen zu Siebenlinden. Um 1540 hatte die Kirche zu Weitra in Siebenlinden ungefähr zwei Metzen Korn und Hafer, auch Einkommen von Kirchenständen und Totenfallgeldern als Zehent. 1581 gab Siebenlinden Forstfutter nach Weitra. Um 1584 hatte das Stift Zwettl in Siebenlinden immer noch 16 untertänige Häuser, die Propstei Zwettl dagegen nur 7. Im Jahre 1597 nahmen die Bewohner des Ortes Siebenlinden am Bauernaufstand teil und erhoben sich gegen den Propst von Zwettl.
Nach dem Erlöschen der Pest im Jahre 1635 verwüsteten riesige Heuschreckenschwärme die Fluren unserer Heimat so gründlich, dass wiederum eine arge Hungersnot hereinbrach.
1772 weigerten sich die Untertanen von Zwettl, in Siebenlinden ihren Dienst zu entrichten, worüber auch der Pfarrer P. Franz Bauer im Jahre 1786 beim Prälaten Beschwerde führte. Unter Abt Rainer II. wurde im Jahre 1784 der Ort Siebenlinden mit Brunnhöf Bichlhof, Staudenhof, Reinbolden, Vierlings mit Schaufelhof und Großwolfgers zur eigenen Pfarre erhoben. Wie die Pfarrchronik weiter erzählt, hatte das Stift Zwettl das Patronat über die Pfarre mit der Verpflichtung, sowohl Schule als auch Pfarrhof zu errichten, übernommen. Es ist daher anzunehmen, dass das Schulgebäude auch zu dieser Zeit erbaut wurde. 1796 war der Kirche in Arbesbach ein Haus in Siebenlinden mit zwei Drittel zehentbar. 1840 zählte der Ort Siebenlinden 40 Häuser. Bei einem Großbrand, am 3. Juni 1874, wurde auch die Kirche stark in Mitleidenschaft gezogen.
1877 wurde die Freiwillige Feuerwehr Siebenlinden gegründet. Im Jahre 1887 wurde das Schulgebäude neu errichtet. 1899 wurde die Gemeinde Siebenlinden, die bis dahin dem politischen Bezirk Zwettl unterstand, dem neu errichteten Bezirk Gmünd zugeteilt. 1905 hatte man mit dem Straßenbau von Siebenlinden in Richtung Schweiggers begonnen.
Zum Gedenken der Gefallenen des Ersten Weltkrieges wurde im Jahre 1920 das Kriegerdenkmal errichtet.
Ab 1921 wurde die Volksschule Siebenlinden zweiklassig geführt. P. Alfons Meindl gründete im Jahre 1926 die Burschenvereinskapelle Siebenlinden. 1935 konnte Pater Hermann Riedl sein erstes Messopfer in der Pfarrkirche zu Siebenlinden feiern.
Laut Adressbuch von Österreich waren im Jahr 1938 in der Ortsgemeinde Siebenlinden drei Gastwirte, ein Gemischtwarenhändler, zwei Schmiede, ein Schneider, zwei Tischler und einige Landwirte ansässig.
Aus Siebenlinden fielen im Zweiten Weltkrieg fünf Soldaten (zwei wurden vermisst), während im Ersten Weltkrieg sechs Soldaten gefallen sind.
1949 wurde der erste Telefonanschluss hergestellt. Im Jahre 1951 konnte Siebenlinden an das Leitungsnetz der EVN AG angeschlossen werden. Von 1963 bis 1964 wurde der Güterweg von Siebenlinden über Vierlings nach Hirschenhof gebaut.
Am 1. Jänner 1971 kam Siebenlinden zur Marktgemeinde Schweiggers. Somit erfolgte wiederum der Anschluss an den politischen Bezirk Zwettl.
Das Telefonnetz wurde 1972 erweitert. In diesem Jahre wurde auch die Straße nach Brunnhöf staubfrei gemacht.
1974 wurde die Ortsbeleuchtung erneuert. Ortsdurchfahrt und Straße in Richtung Reinbolden wurden 1975 asphaltiert, ebenfalls Gemeindewege staubfrei gemacht.
1977 konnte das neugebaute Feuerwehrhaus errichtet werden.
Im Jahre 1978 wurden die Landesstraße in Richtung Großwolfgers staubfrei gemacht und Gemeindewege asphaltiert.
In diesem Jahr standen auch das hundertjährige Feuerwehrjubiläum und die Firmung auf dem Programm. Die Schule wurde geschlossen.
1980 erfolgte der Bau der Aufbahrungshalle.
1986 bis 1987 errichtete die EVN-Wasser einen Wasserhochbehälter in der Nähe des Holmberges.
1990 bis 1992 wurde die Ortswasserleitung durch die Wassergenossenschaft Siebenlinden, die Telefon-Neuverkabelung durch die Post und der Güterweg Richtung Staudenhof durch die Gemeinde neu gebaut. Als Abschluss der Bauarbeiten wurde der Meridianstein genau am 15. Längengrad positioniert.
Der Wilhelm-Szabo-Gedenkstein konnte 1996 neben dem ehemaligen Schulgebäude aufgestellt werden.
1999 wurde die Moata renoviert und erhielt eine großzügige Überdachung.
2000 eröffnete der INCLUB den Jahrtausendlebensturm (Aussichtswarte) am Holmberg.
2004 wurde das neue und erweiterte Feuerwehrhaus eröffnet.
2006 wurde der Dorferneuerungsverein KreativRegion7Linden gegründet, wodurch 2009 der Dorfplatz samt Kinderspielplatz neu errichtet und gestaltet werden konnte.
2012 gründete man gemeinsam mit Reinbolden und Großreichenbach die Abwassergenossenschaft Gr.Reichenbach-Reinbolden-Siebenlinden mit dem Ziel, einen Kanal mit Abwasserbeseitigungsanlage zu errichten.

### Geschichte der politischen Gemeinde Siebenlinden (1850–1970)
Die politische Gemeinde Siebenlinden setzte sich zusammen aus den Katastralgemeinden Siebenlinden mit Bichlhof und Staudenhof, Vierlings mit Schaufelhof und Hirschenhof, Brunnhöf, Reinbolden, Großreichenbach und Zehenthöf. 1850 gehörte Siebenlinden zur Post Schweiggers.
1861 zählte die Gemeinde 694 Einwohner; sie verfügte über eine Trivialschule und einen Brandschadenversicherungsverein.

#### Chronik
Am 17. Februar 1887 wurde der Bau der neuen Volksschule vergeben.
Im Jahre 1891 dürfte Siebenlinden zur Post Weitra gehört haben.
Von 1914 bis 1939/40 verfügte Siebenlinden über eine eigene Postablage.
Eine Viehzählung im Jahre 1923 brachte folgendes Ergebnis: 74 Pferde, 744 Rinder, 115 Schafe, 32 Ziegen, 292 Schweine, 38 Bienenstöcke, 1511 Hühner, 22 Enten, 2 Truthühner und 11 Hasen.
Am 10. Mai 1945 zogen die Russen in Siebenlinden ein. Nach der schrecklichen Kriegszeit folgte nun eine schreckliche Besatzungszeit.
1950 erreichte das Leitungsnetz der Newag die Gemeinde Siebenlinden.
Am 28. Oktober 1951 beschloss der Gemeinderat einstimmig, dass die Katastralgemeinden Vierlings, Hirschenhof, Bichlhof, Staudenhof und Schaufelhof dem Hauptschulsprengel Weitra zugeteilt werden, Siebenlinden, Großreichenbach, Reinbolden und Zehenthöf dem Hauptschulsprengel Gmünd.
Am 27. Mai 1961 wurde die Staubfreimachung der Ortsdurchfahrten von Großreichenbach und Zehenthöf beschlossen.
Siebenlinden befürwortete 1962, wie schon 1949, den Hauptschulbau in Schweiggers. 1963 wurde mit dem Güterwegbau von Siebenlinden über Vierlings nach Hirschenhof begonnen. 1966 wurde die Landeshauptstraße 69 (Zehenthöf-Großreichenbach) staubfrei gemacht.
Im November 1969 wurde der Straßenbau Großreichenbach-Reinbolden bewilligt, ebenfalls die Ortsbeleuchtung für Großreichenbach.
Bis September 1970 gab es keine Einigung über eine Gemeindezusammenlegung mit Großwolfgers. Daraufhin wurde im Oktober mit den Gemeinden Großschönau, Waldenstein und Schweiggers, im Hinblick auf Zusammenlegung, Kontakt aufgenommen. Eine Volksabstimmung am 17. Oktober brachte folgendes Ergebnis: für Schweiggers: 187, Großschönau: 41, für Waldenstein: 45, ungültig: 7

Am 18. Oktober erfolgte die Beschlussfassung über die Gemeindezusammenlegung: Anschluss an Schweiggers auf freiwilliger Basis.
Mit 1. Jänner 1971 wurde die Gemeinde Siebenlinden (ohne Hirschenhof und Zehenthöf) der Marktgemeinde Schweiggers und damit wieder dem Bezirk Zwettl angeschlossen. Für Recht und Ordnung hat nunmehr der Gendarmerieposten Schweiggers zu sorgen (vorher Gendarmerieposten Großschönau).

#### Bürgermeister der Gemeinde Siebenlinden
- 1850–1866 Wally, Sebastian
- 1867–1869 Halmenschlager, Sebastian
- 1870–1875 Koppensteiner, Johann
- 1876–1878 Dichler, Leopold
- 1879–1881 Halmenschlager, Sebastian
- 1882–1884 Reinhart, Johann
- 1885–1887 Koppensteiner, Franz
- 1888–1890 Reinhart, Johann
- 1891–1893 Schnabl, Josef
- 1894–1899 Reinhart, Johann
- 1900–1905 Böck, Lorenz
- 1906–1911 Huber, Josef
- 1912–1917 Fuchs, Heinrich
- 1918–1922 Dorr, Michael
- 1922–1923 Dichler, Anton
- 1923–1946 Nusser, Josef
- 1947–1960 Prinz, Josef
- 1960–1970 Reisinger, Karl